# Jun Isezaki
Jun Isezaki (jap. 伊勢崎 淳, Isezaki Jun, wirklicher Name: Atsushi Isezaki (伊勢崎 惇); * 20. Februar 1936 in Imbe, Bizen, in der Präfektur Okayama) ist ein japanischer Töpfer und Keramikkünstler. Er wurde 2004 als Lebender Nationalschatz für das wichtige immaterielle Kulturgut „Keramikherstellung“ deklariert. Er ist der zweitälteste Sohn des Kunstkeramikers Yōzan Isezaki (1902–1961).
Nachdem Jun Isezaki 1959 die Universität Okayama abgeschlossen hat, erlernte er von seinem Vater, der von der Präfektur Okayama zur Person für den Erhalt der Bizen-Keramik ernannt worden war, das Handwerk der Töpferkunst. 1961 baute er gemeinsam mit seinem älteren Bruder Mitsuru (伊勢﨑満), der ebenfalls Kunstkeramiker ist, den aus dem Mittelalter stammenden, Sockel-Tunnelofen (半地下式穴窯) Koyasan (姑耶山) wieder auf und stellte damit vor allem traditionelle Teeschalen her. 1966 wurde er ordentliches Mitglied der „Japanischen Gesellschaft für Kunsthandwerk“ (日本工芸会, Nihon Kōgeikai). Von 1978 an unterrichtete er am Sonderfachbereich Kunst der Okayama-Universität. 1981 wurde er mit dem Kaneshige-Tōyō-Preis ausgezeichnet.
Für seine Bizen-Keramiken wurde Jun Isezaki am 2. September 2004 zum Lebenden Nationalschatz ernannt. Zuletzt erhielt er 2005 den Kulturpreis der Präfektur Okayama.